# NGC 6651
NGC 6651 је спирална галаксија у сазвежђу Змај која се налази на NGC листи објеката дубоког неба.
Деклинација објекта је + 71° 36' 8" а ректасцензија 18h 24m 19,7s. Привидна величина (магнитуда) објекта NGC 6651 износи 12,9 а фотографска магнитуда 13,7. NGC 6651 је још познат и под ознакама UGC 11236, MCG 12-17-22, CGCG 340-44, IRAS 18250+7134, PGC 61836.